# Gaag (Maasland)
Gaag (Maasland) is een buurtschap in de gemeente Midden-Delfland, in de Nederlandse provincie Zuid-Holland. Het ligt tussen Maasland en De Lier en telt 530 inwoners. Om onderscheid te maken met Gaag nabij Schipluiden wordt deze buurtschap ook Westgaag genoemd.
Dorpen: Den Hoorn · Maasland · Schipluiden · 't Woudt

Buurtschappen: Gaag-Maasland · Gaag-Schipluiden · Hodenpijl · De Kapel · Lierhand · Ter Lucht · Negenhuizen · De Zweth

Zuid-Holland: Steden en dorpen      Nederland: Provincies · Gemeenten